# Doddamalalavadi, Kunigal
Doddamalalavadi là một làng thuộc tehsil Kunigal, huyện Tumkur, bang Karnataka, Ấn Độ.